# Regnans in Excelsis
Regnans in Excelsis est une bulle promulguée le 25 février 1570 par le pape Pie V excommuniant la reine Élisabeth « prétendument reine d'Angleterre et servante du crime » l'accusant d'être hérétique, La bulle dégage tous ses sujets d'allégeance envers elle et excommunie également ceux qui obéiraient à ses ordres. 
Écrite en latin la bulle est nommée à partir de son incipit, les trois premiers mots de son texte qui signifient « La décision d'en haut » (une référence à Dieu). Parmi les reproches faits à la reine on peut lire : « Elle a supprimé le Conseil royal, composé de la noblesse d'Angleterre et l'a remplacé par des inconnus, des hérétiques ».

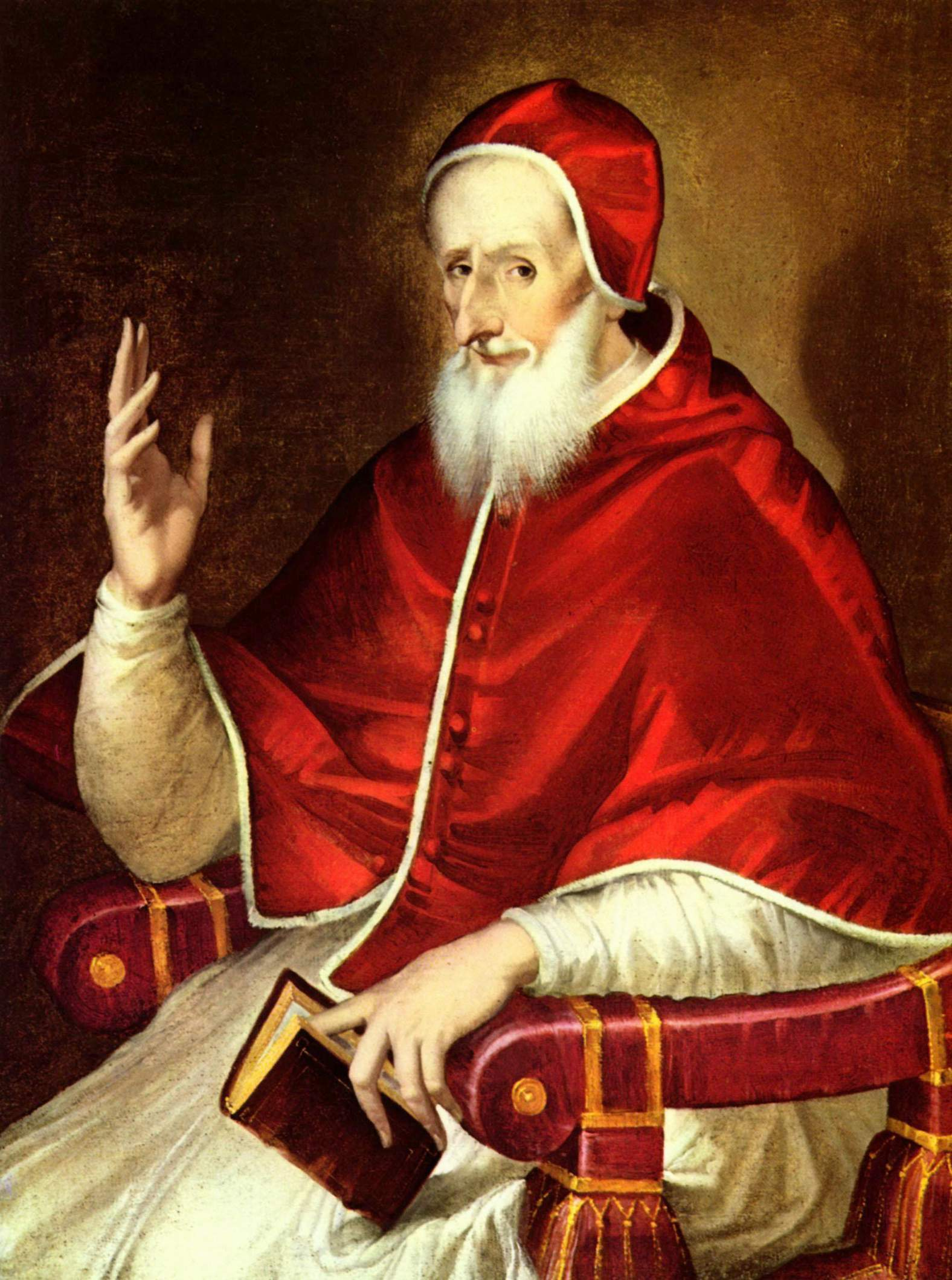
Le pape Pie V.

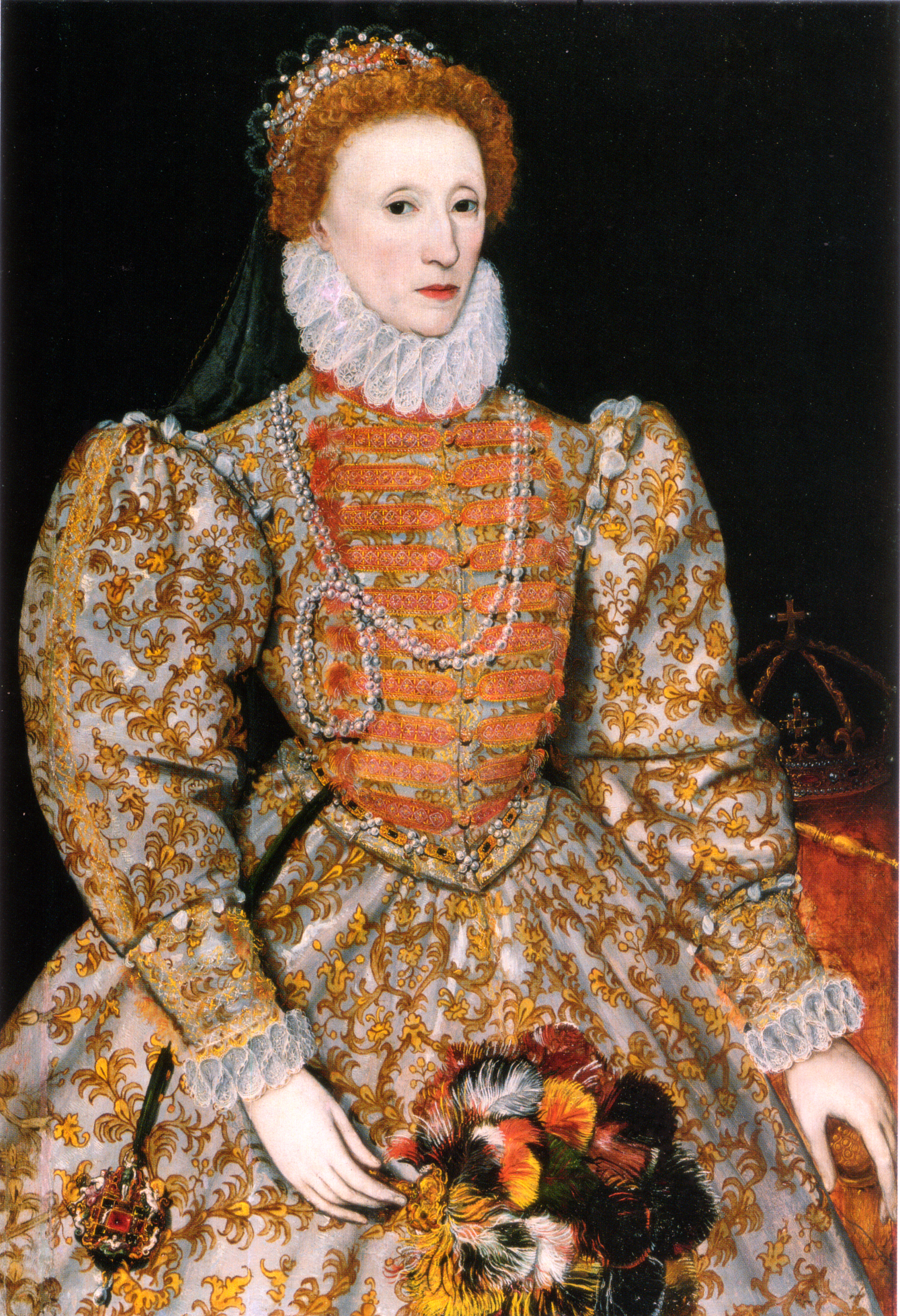
La reine Élisabeth Ire.

## Contexte
La papauté s'était réconciliée auparavant avec Marie Ire qui avait renoncé à l'anglicanisme pour imposer le catholicisme en Grande-Bretagne. Après la mort de Marie en novembre 1558, le Parlement élisabethain avait adopté l'Acte de Suprématie (1559), qui rétablissait l'Église anglicane indépendante de Rome. Cette bulle pourrait être considérée comme une réaction de représailles à ce rétablissement religieux, mais comme elle arriva onze ans après la loi, elle fut plus probablement provoquée par la pression de Philippe II d'Espagne, du duc de Norfolk ou de Marie Ire d'Écosse, qui avaient tous trois intérêts à renverser Élisabeth. Le retard a été causé en partie par un certain nombre de prétendants royaux catholiques qui espéraient épouser Élisabeth et parce qu'elle avait toléré le culte catholique en privé. La bulle est venue en appui mais à la suite, du soulèvement du Nord de 1569 en Angleterre et de la première rébellion du Desmond en Irlande, avec un soutien étranger catholique, qui endurcit son opinion contre ses sujets propriétaires terriens catholiques romains.

## Conséquences
La bulle poussa le gouvernement anglais à prendre des mesures plus répressives contre les Jésuites dont il craignait qu'ils agissent en faveur de l'Espagne et du Saint-Siège. Cette réaction ne tarda pas à sembler justifiée: la publication en Angleterre de la bulle instigua peut-être le complot de  Ridolfi, lors duquel le duc de Norfolk devait kidnapper ou assassiner la reine Élisabeth, installer Marie Stuart sur le trône et devenir ensuite roi en l'épousant. 
Pour soulager les pressions sur les catholiques en Angleterre, le pape Grégoire XIII, successeur de Pie V, publia une clarification en 1580, expliquant que les catholiques devaient obéir à la reine dans toutes les affaires civiles, jusqu'à ce que l'occasion de son renversement se présente. Peu de temps après le début de la guerre contre l'Espagne, une loi « contre les jésuites, les prêtres séminaristes et autres personnes désobéissantes » fut votée par le Parlement anglais.
En 1588, le pape Sixte V renouvela la bulle d'excommunication solennelle contre la reine Élisabeth Ire, pour le régicide de Marie Stuart en 1587 ainsi que les infractions auparavant cataloguées contre l'Église catholique. Au cours de la menace d'invasion par l'Armada espagnole, la plupart des catholiques anglais restèrent fidèle à la reine et ceux qui présentaient une réelle menace pour le trône, comme le cardinal William Allen et Robert Persons, étaient déjà en exil.